# San Juan de la Cadena

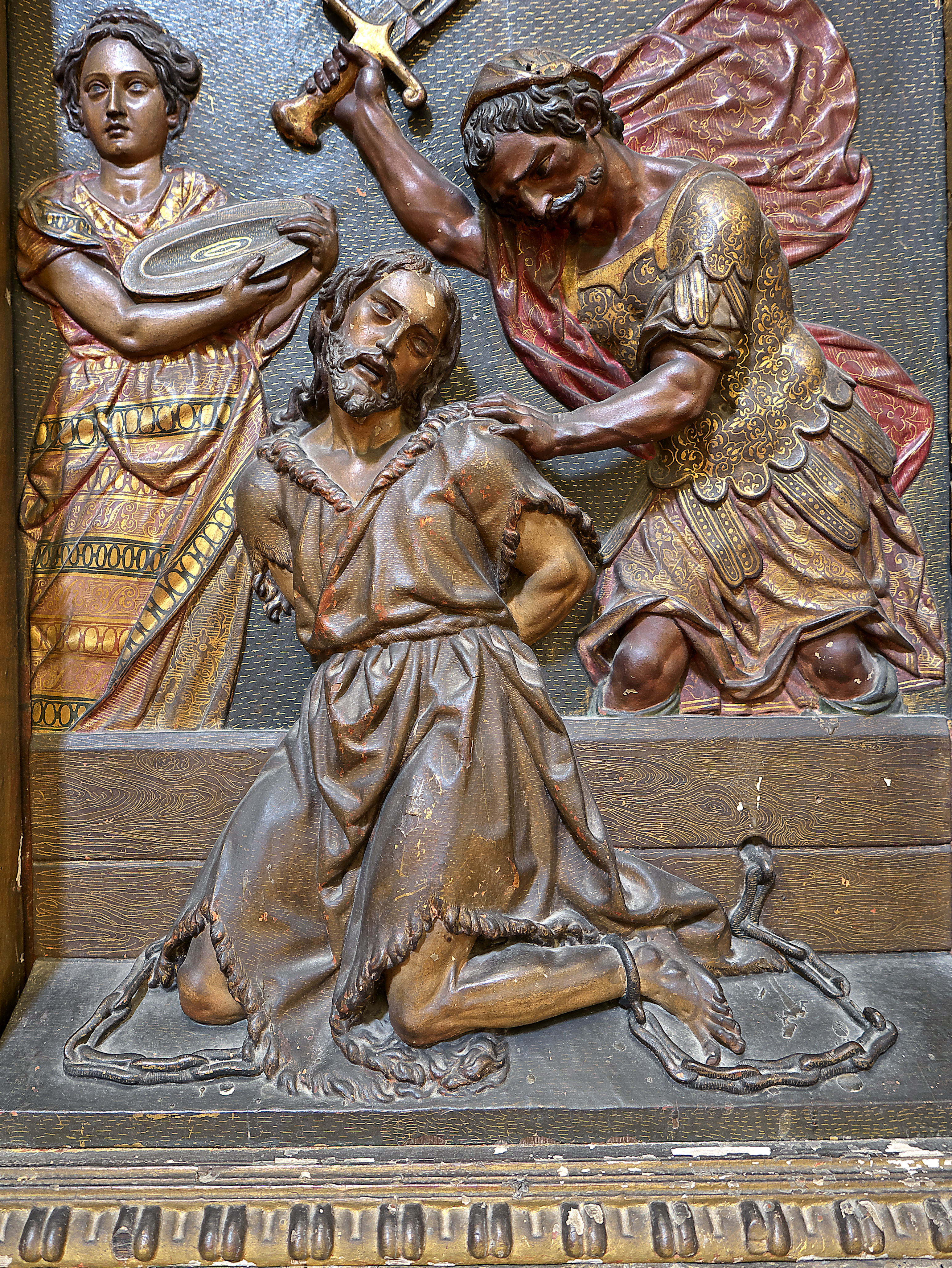
San Juan Bautista, encadenado, en el momento del martirio. Relieve de Juan Martínez Montañés (1610).

San Juan de la Cadena fue un antiguo barrio extramuros de la Pamplona medieval, situado junto a la basílica del mismo título; estuvo ubicado en el camino a Barañáin, donde este camino se bifurcaba con un segundo camino a Acella, aproximadamene en el lugar que actualmente se encuentra la plaza de San Juan de la Cadena. La basílica queda documentada en 1173; los vecinos del barrio estuvieron vinculados al barrio de las Cuchillería del burgo de San Cernin. El barrio fue demolido en 1795, al igual que otros barrios extramurales, al estar Pamplona amenazada por las tropas francesas de la Convención.

## La basílica de San Juan de la Cadena
En 1173 el obispo de Pamplona, Pedro de París, cedió la casa y ermita de San Juan a los frailes hospitalarios de San Juan de Jerusalén. situado en el Camino de Santiago, la donación incluía el deber de atender a los peregrinos y dar sepultura a los fallecidos. La ermita, de un tamaño reducido estaba situada en el camino que saliendo de la puerta occidental de Pamplona se dirigía a Barañáin, fue conocida como Basílica de San Juan de la Cadena. El uso del término basílica para referirse a un templo de tamaño reducido no es extraño en la Pamplona medieval, y aún hasta el siglo XVIII, de lo que da testimonio la basílica de Santa Ana, en la calle Pellejerías, actual Jarauta, o la basílica de San Martín, en la calle Calderería. Por lo demás, el título recuerda el encarcelamiento de San Juan Bautista, previo a su martirio, tal como atestigua el Padre Moret que se refiere a la advocación a la cadenas de San Juan. Disponía de un retablo gótico, que según se documenta hacía 1497, procedía de Flandes y estaba dedicado a San Juan Bautista; de este retablo no quedan rastros.
En 1786, aún persistía la basílica y se mantuvo en pie hasta 1795, según testimonio del que era entonces secretario del Ayuntamiento, Joaquín López Fernández de Medrano;su derribo, junto con las casas que había en su entorno fueron demolidas para evitar que las tropas francesas que sitiaban la ciudad dispusiesen de un refugio cercano a las murallas.

## El antiguo barrio
Alrededor de la basílica fue desarrollándose en la Edad Media un pequeño barrio -un arrabal-, de él queda constancia en la documentación de Comptos, n 1318 y 1377. Sus vecinos quedaron agregados al barrio de las Cuchillerías del Burgo de San Cernin; de hecho, uno de los dos mayorales que cada año debían ayudar al Prior del barrio se elegía del barrio de San Juan de la CadenaEn 1786, según anotó el secretario del ayuntamiento de Pamplona, en el barrio de San Juan de la Cadena había 10 casas, donde vivían 14 familias, con un total de 85 individuos. La mayor parte de los vecinos se dedicaba a la labranza y el pastoreo; solo una familia se ocupaba del tejar que allí tenían. La existencia de un mesón en el barrio queda documentado en 1681, y la presencia en la zona de una corraliza de la ciudad, en 1679 y 1797.
Desde el siglo XVI las disposiciones del Reino de Navarra prohibían construcciones a menos de 100 varas de las murallas de Pamplona; no obstante, hasta el siglo XVIII, se toleraron algunas de esas construcciones, y entre ellas las de este barrio. Sin embargo, la guerra de la Convención, y la presencia en 1795 de tropas francesas en posiciones cercanas a Pamplona, movieron a las autoridades a ordenar su demolición, de modo que 30 años después, no quedaban ni vestigios de ese barrio y de la basílica.

## Localización de la basílica y el barrio

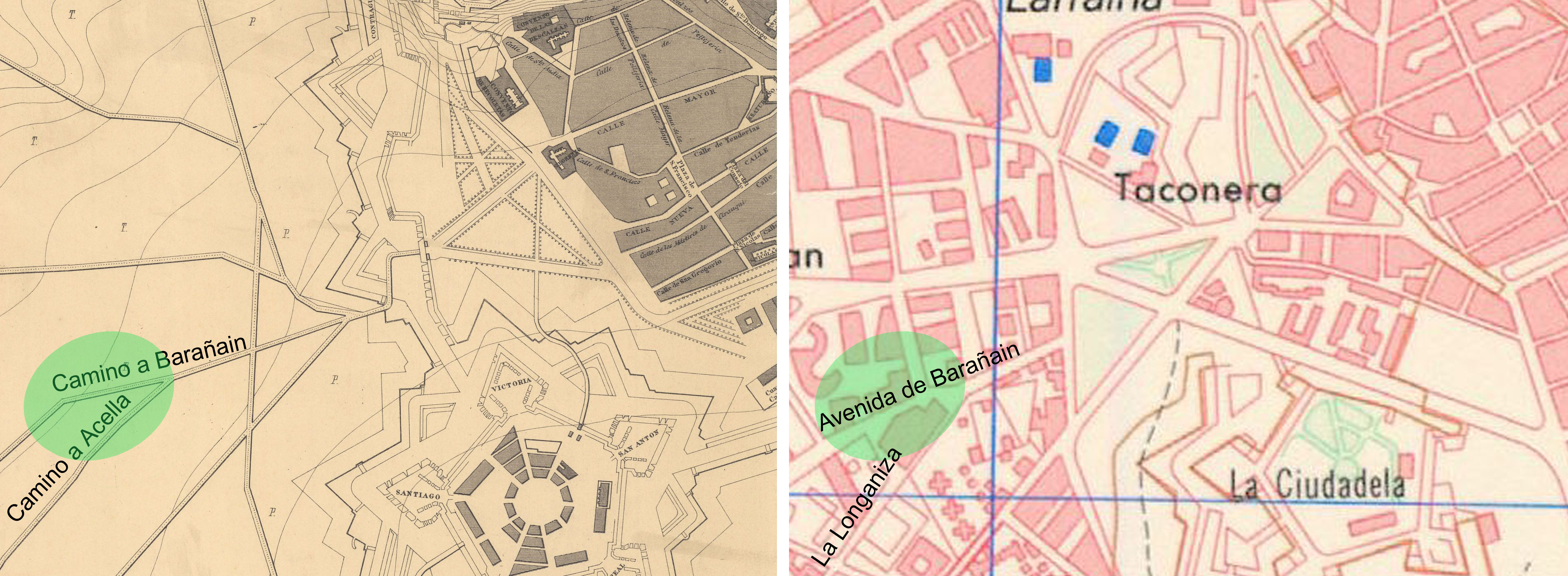
La zona sombreada en verde indica la zona en que se sitúo el barrio de San Juan de la Cadena, en Pamplona. A la izquierda sobre un mapa militar de 1882, a la derecha sobre el Mapa Topográfico Nacional de 1985

Tal como recoge el Padre Moret, el barrio se situaba "cerca de la puerta más occidental de Pamplona y que divide los dos caminos de Barañáin y Acella,", la zona es fácilmente identificable en los planos del siglo XIX disponibles, aunque no la ubicación precisa. Del camino que salía de Pamplona hacia Barañáin salía hacia el sur un camino a Acella un actual desolado que estuvo situado cerca del río Elorz; este era también el Camino de Santiago, lo que explica la mención a los peregrinos que aparece en la cesión que hace el obispo de Pamplona a los frailes hospitalarios de San Juan de Jerusalén, en 1173.
En el Mapa Topográfico Nacional de 1985, todavía se refleja el trazado de esos dos caminos, y el punto en que bifurcaban; actualmente el trazado del camino de Barañáin, en ese tramo, se mantienen en la avenida de Barañáin; el del camino de Acella se mantuvo durante tiempo, conocido como la Longaniza; actualmente ha desaparecido, aunque se mantiene más al sur en la calle Acella. La  prolongación hacia el norte de la calle Acella señala el punto, aproximado, en que se iniciaba el camino a Acella, y por tanto la zona en que se situaba la basílica y el barrio de San Juan de la Cadena.
En la toponimia de la zona, el término de San Juan de la Cadena se atribuía a toda el paraje situado desde la salida del Portal de la Taconera entre la carretera a Estella y el camino al cementerio, limitándose al oeste por Echavacoiz y el soto de Irunlarrea. En su mayor parte ocupado actualmente por el Barrio de San Juan. En recuerdo de ese barrio y basílica, el pleno del Ayuntamiento de Pamplona el 19 de abril de 1976 acordó dar el nombre de San Juan de la Cadena, a una nueva plaza aporticada cerca del lugar en que estuvo ese barrio; además,  algo más desplazado, aunque cerca, un colegio recibe también el nombre de San Juan de la Cadena.

Plaza de San Juan de la Cadena
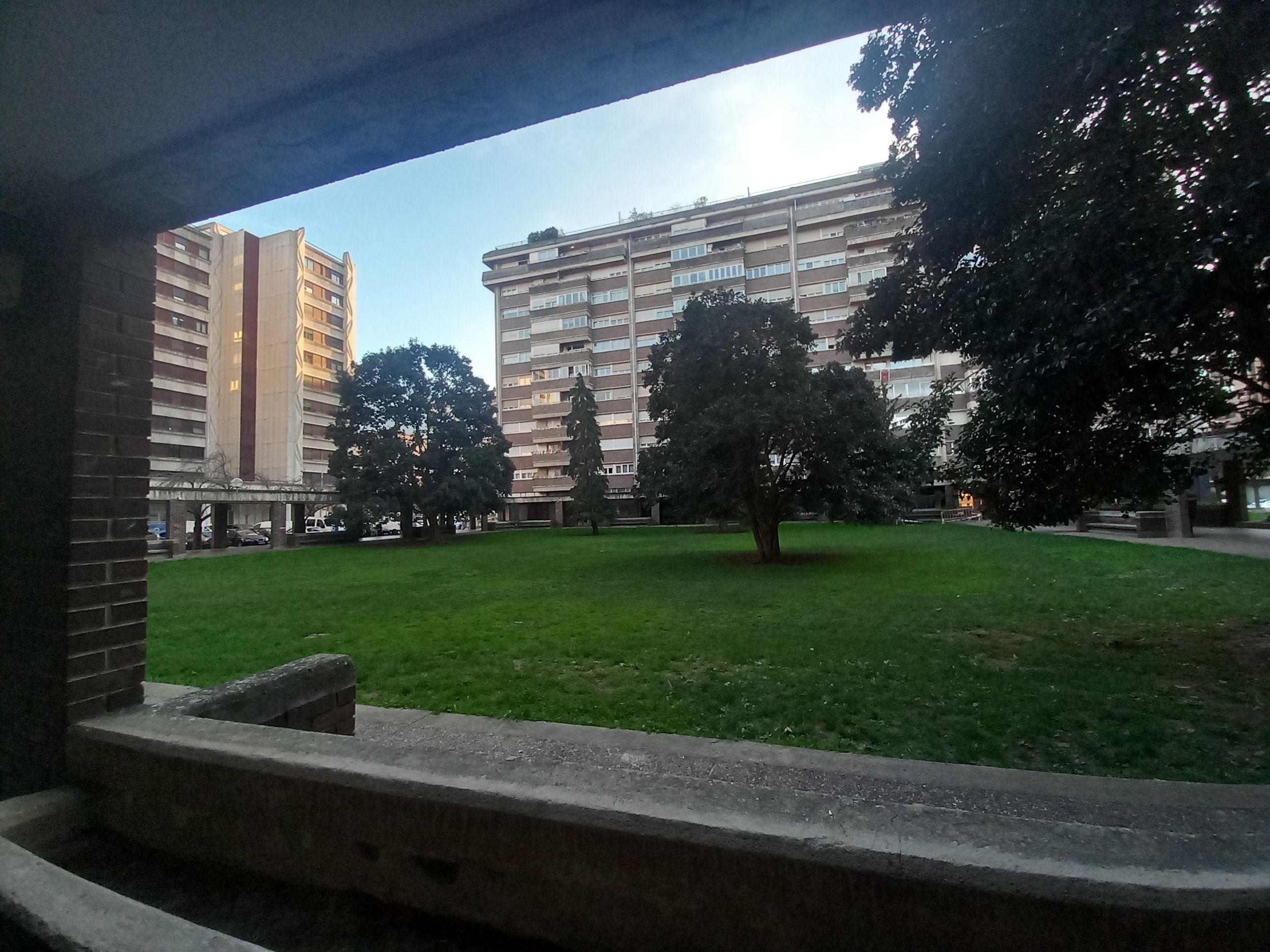
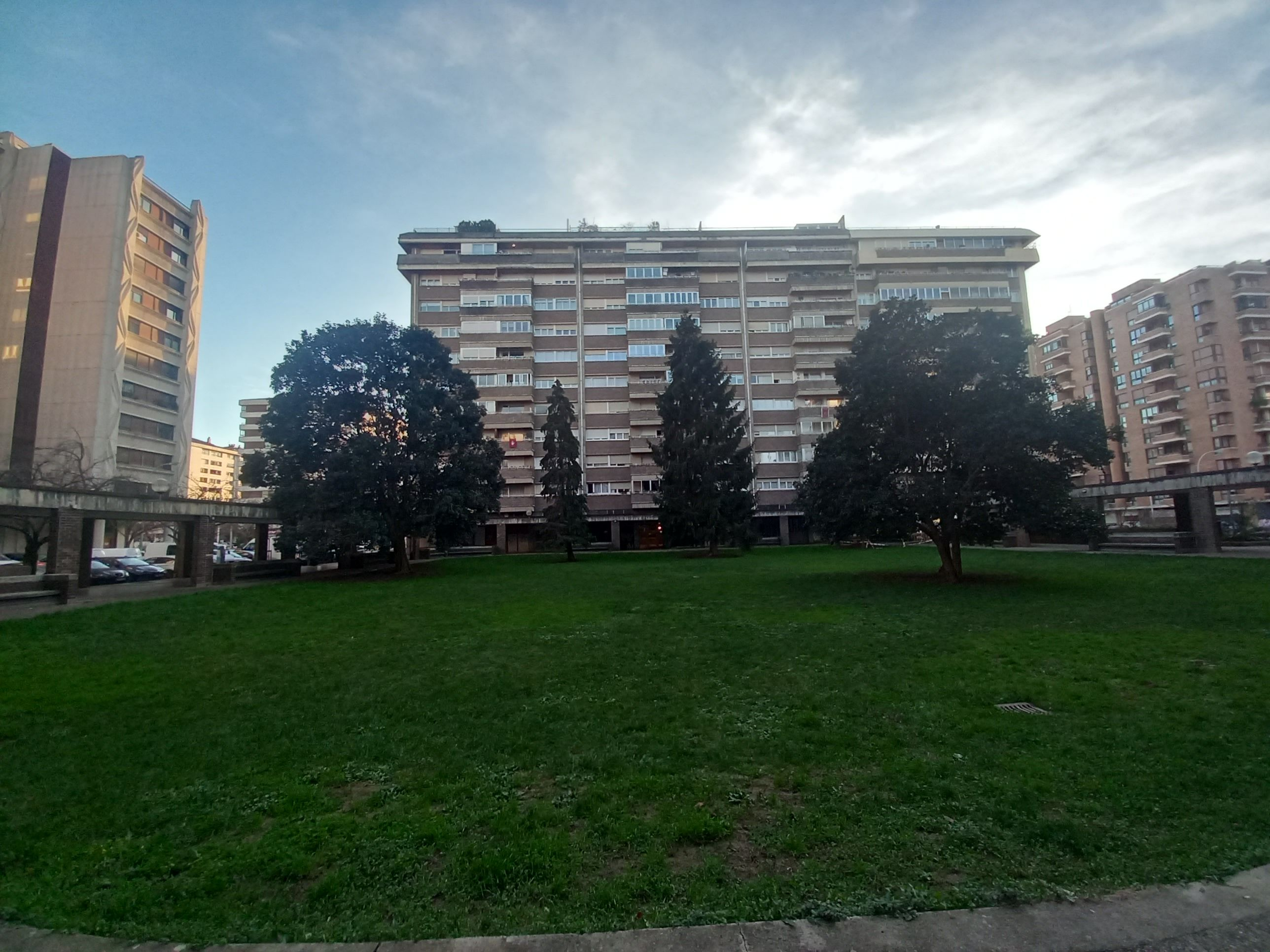
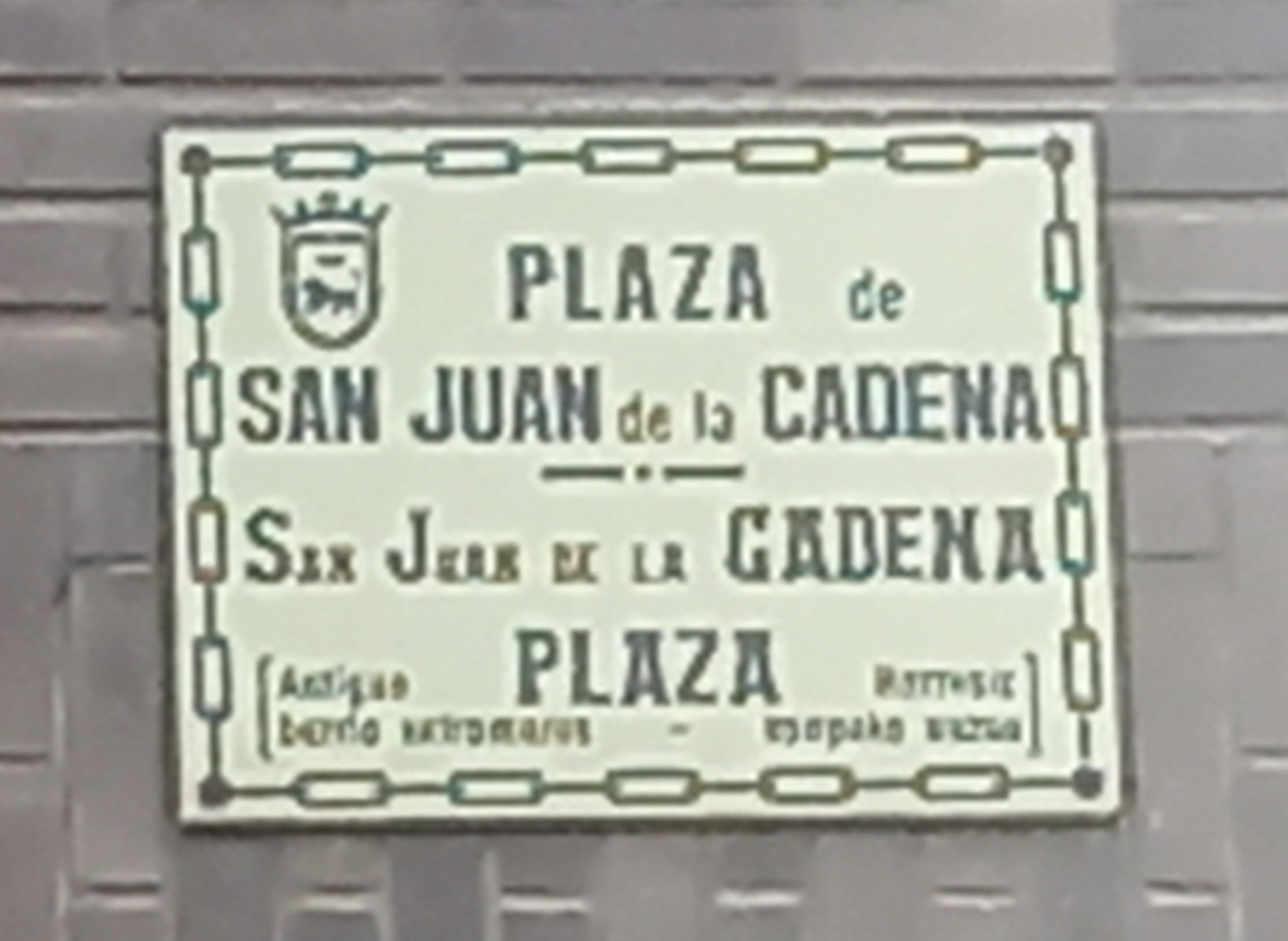